# For You, and Your Denial
«For You, and Your Denial» es una canción interpretada por la banda estadounidense de pop punk Yellowcard, este es el primer sencillo de su álbum When You're Through Thinking, Say Yes. La primera presentación de la canción fue en The Glass House en Pomona, California antes de que el álbum se publicara. También está fue la primera presentación de la banda desde su «hiato indefinido».   

## Vídeo musical
El vídeo empezó a filmarse el 22 de enero de 2011 y se estrenó el 22 de febrero del mismo año. En el vídeo se muestra a una mujer conduciendo un automóvil y a la banda tocando en medio del desierto. A medida que el vídeo avanza, el automóvil se dirige al lugar en el que la banda está tocando.  
- Datos: Q2839504